# Sala delle Asse
La Sala delle Asse, la salle de l'axe en italien, également appelée Pièce de la tour ou Pièce des lambris est une salle du château des Sforza dont le plafond a très probablement été décoré par Léonard de Vinci selon une commande de Ludovic le More.
C'est une peinture murale à la détrempe sur plâtre représentant un  enchevêtrement de troncs d'arbres

## Histoire
Certains documents évoquent le travail de Léonard de Vinci dans le Château des Sforza, notamment la commande de Ludovico le More et une lettre de 1498 du chancelier Gualtiero Bescapè adressée au duc de Milan disant qu'en septembre de cette année, l'artiste avait terminé la décoration de la Sala delle Asse.
Il semble peu probable que Léonard ait travaillé seul sur cette œuvre, mais il l'a supervisée.
La pièce a eu différents usages, elle a servi de hangar; la fresque, qui se détériorait, a été recouverte de plâtre en 1893-1894. En 1901-1902, une première restauration par Luci Beltrami a été effectuée, elle n'a pas hésité à repeindre certaines parties manquantes ou détériorées en copiant les parties existantes. Ce n'était plus réellement l'œuvre de Léonard. En 1954 une nouvelle campagne de restauration s'est achevée en retirant, dans la mesure du possible, ce qui n'était pas d'origine.

## Description et style
La décoration couvre le plafond et le haut des murs. Elle est basée sur un réseau dense de branches et de feuillage, qui se développe en une sorte de pergola et semble percer le mur de la salle fermée, le transformant en un paysage idéal de plein air.
Lors de la restauration de 1954, le mur Est a révélé qu'un dessin préparatoire monochrome noir et blanc avait servi de trame.
La fresque montre de grosses racines pénétrant dans certaines couches de roche, elles forment la base du tronc de l'arbre, qui se ramifie et donne les feuilles vertes couvrant le plafond, le tissage forme des motifs géométriques.
Les traces théoriques de la décoration de motifs végétaux peuvent se trouver dans la section « Des arbres et des légumes » du Traité de la peinture de Léonard.

## Galerie

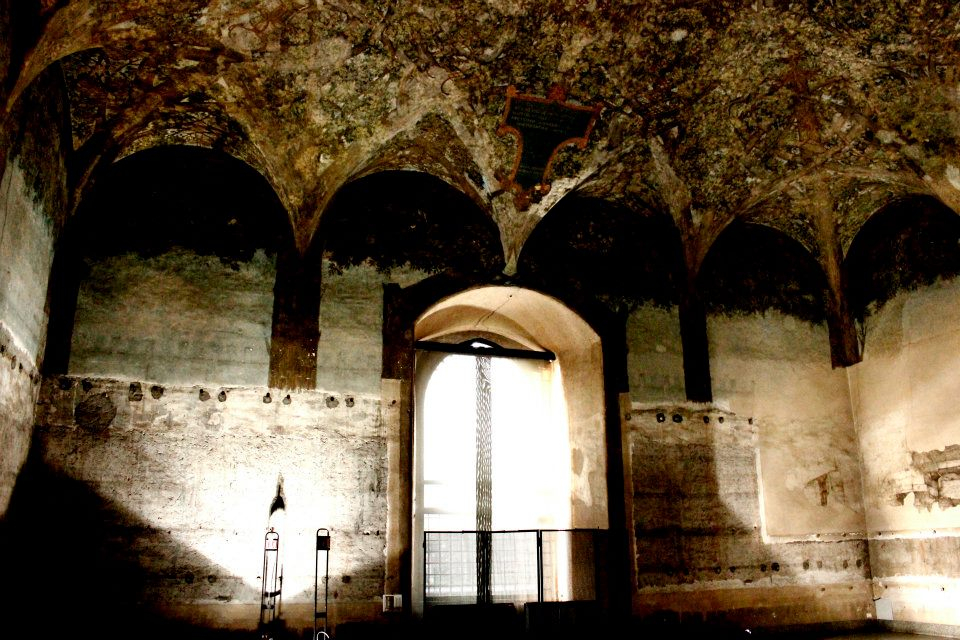
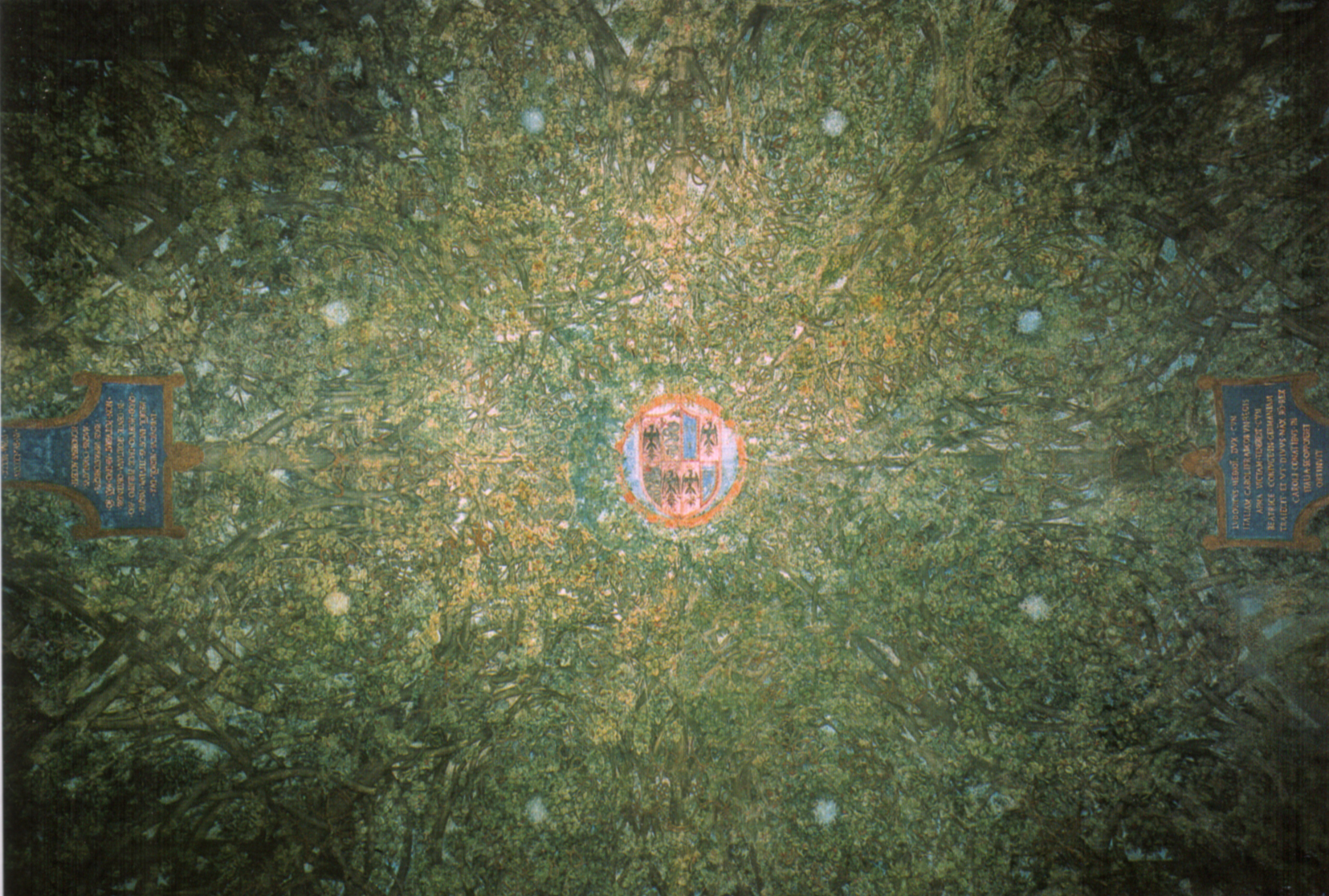
Blason des Sforza avec des faucons et serpents.
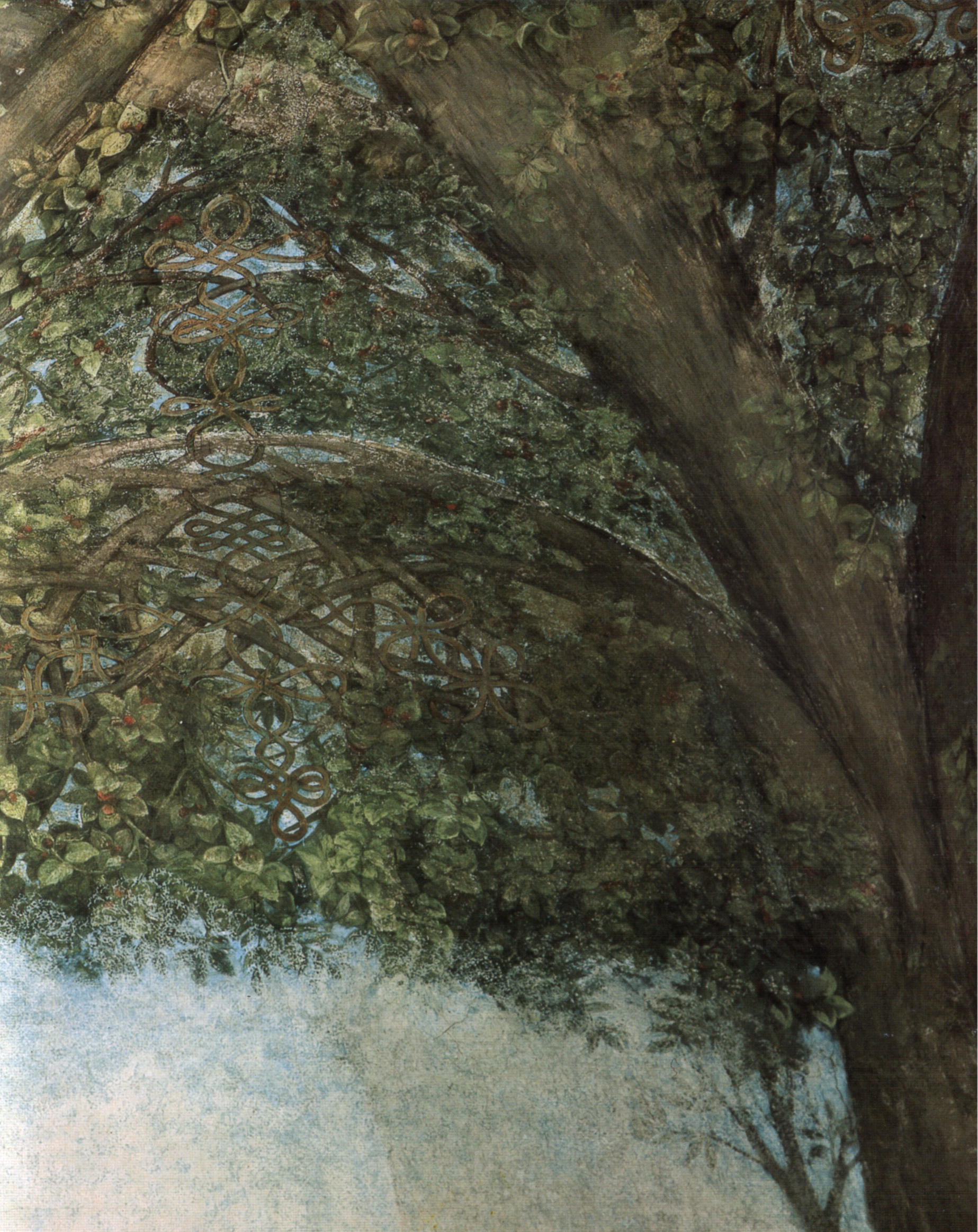
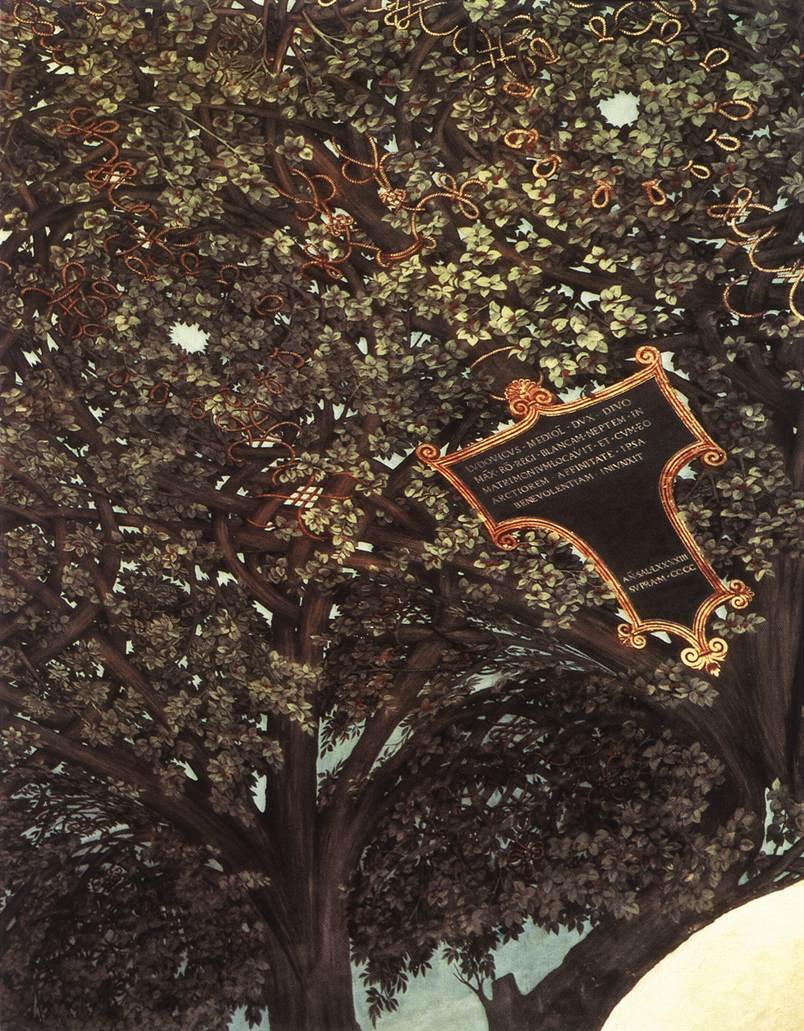